# Kabinett Mathy
Das Kabinett Mathy  bildete vom 27. Juli 1866 bis zum 3. Februar 1868 die Landesregierung von Baden.
| Amt                                                                                          | Name                |
| -------------------------------------------------------------------------------------------- | ------------------- |
| Kabinetts- und Staatsminister als Präsident des Staatsministeriums sowie Finanzen und Handel | Karl Mathy          |
| Äußeres und großherzogliches Haus                                                            | Rudolf von Freydorf |
| Inneres                                                                                      | Julius Jolly        |
| Justiz                                                                                       | Anton von Stabel    |
| Krieg                                                                                        | Damian Ludwig       |
| Ohne Geschäftsbereich                                                                        | August Nüßlin       |